# Гаплогруппа P (мтДНК)

## Происхождение
Гаплогруппа P митохондриальной ДНК является потомком гаплогруппы R.

## Палеогенетика
- P определили у образца SRH 13 (25521 — 24558 лет до настоящего времени) из японской пещеры Сирахо-Саонэтабару[англ.] на острове Исигаки (Япония)[1]
- P1d1, P1d2, P1f, P2 определены у образцов I3921 (1300 л. н.), I4450 (150 л. н.), I5259 (500 л. н.) и I4425 (150 л. н.) с Вануату[2]

## Распространение
В настоящее время гаплогруппа P встречается на Филиппинах и на юге Океании, в особенности в Новой Гвинее, Меланезии и у аборигенов Австралии.

### Общие сведения
- Ian Logan’s Mitochondrial DNA Site
- P YFull MTree 1.02.00 (under construction)

### Гаплогруппа P
- - Expanding Southwest Pacific Mitochondrial Haplogroups P and Q